# ALG1L2
ALG1L2 (англ. ALG1, chitobiosyldiphosphodolichol beta-mannosyltransferase like 2) – білок, який кодується однойменним геном, розташованим у людей на 3-й хромосомі. Довжина поліпептидного ланцюга білка становить 215 амінокислот, а молекулярна маса — 24 154.
| 10         |  | 20         |  | 30         |  | 40         |  | 50         |
| ---------- |  | ---------- |  | ---------- |  | ---------- |  | ---------- |
| MGATAGWAVT |  | VYDKPASFFK |  | EAPLDLQHRL |  | FMKLGSTHSP |  | FRARSEPEDP |
| DTERSAFTER |  | DSGSGLVTRL |  | HERPALLVSS |  | TSWTEFEQLT |  | LDGQNLPSLV |
| CVITGKGPLR |  | EYYSRLIHQK |  | HFQHIQVCIP |  | WLEGRGLPPL |  | LGSVDLDVCL |
| DTSSSGLDLP |  | MKVVDMFRCC |  | LPACAVNFKC |  | LHELVKHEEN |  | RLVFEDSEEL |
| AAQLQYFADA |  | FLKLS      |  |            |  |            |  |            |

A: Аланін

C: Цистеїн

D: Аспарагінова кислота

E: Глутамінова кислота

F: Фенілаланін

G: Гліцин

H: Гістидин

I: Ізолейцин

K: Лізин

L: Лейцин

M: Метіонін

N: Аспарагін

P: Пролін

Q: Глутамін

R: Аргінін

S: Серин

T: Треонін

V: Валін

W: Триптофан

Кодований геном білок за функціями належить до трансфераз, глікозилтрансфераз. 